# The Way You Love Me (Shanice-dal)
A The Way You Love Me című dal az amerikai Shanice 3. kimásolt kislemeze a Discovery című albumról. A dal 1988. március 4-én jelent meg az A&M Recordsnál. Az angol kislemez változatnál az előző kimásolt kislemezen megjelent No 1/2 Steppin' került a B oldalra.

## Megjelenések
12"  A&M Records – USAT 634
- A	The Way You Love Me	4:10
- B	No 1/2 Steppin' (Club Mix) 7:42

## Slágerlista
| Slágerlista (1988)                              | Legjobb helyezés |
| ----------------------------------------------- | ---------------- |
| U.S. Billboard Hot R&B/Hip-Hop Singles & Tracks | 53               |